# Christian Lattier
Christian Lattier, (Costa de Marfil, 1925 - Abiyán, 1978 ) fue un escultor y arquitecto marfileño, uno de los artistas más famosos del siglo XX en su país.

## Datos biográficos
Nacido en la región de Grand Lahou, en Costa de Marfil, el 25 de diciembre de 1925.
Estudió en Francia en la Academia de Bellas Artes de Saint-Etienne y se trasladó más tarde a París . Después de los estudios se dedican a " la arquitectura , la escultura y la restauración de las catedrales románicas de Francia.
En su carrera como escultor ha expuesto en París , con artistas como Picasso , Dalí y Bernard Buffet . 
En los años cincuenta comenzó a aparecer en sus obras la cuerda y el alambre, lo que representa una reinterpretación lúdica de los clásicos del arte occidental a través de la tradición africana. 
Volvió a Abiyán en 1962 para enseñar en la Escuela Nacional de Bellas Artes; en 1966 fue galardonado con el premio del Festival Mondial des Arts Negres de Dakar . 
Murió en Abiyán en 1978 . 

## Obras
Entre las mejores y más conocidas obras de Christian Lattier se incluyen las siguientes:
- Una de sus esculturas, titulada Las tres edades de Côte d'Ivoire, de 8 metros de altura y 1,5 toneladas de chatarra, fue expuesta en la sala de embarque del Aeropuerto Port Bouet en Abiyán .

- Una de las salas del Palacio de la Cultura en Abiyán fue bautizado Galería Christian Lattier en honor a la obra del artista . El edificio está ubicado en Treichville - entre los puentes Houphouet-Bougny y Charles de Gaulle - en frente de la laguna 5°18′42″N 4°0′45″O / 5.31167, -4.01250